# Jelena Najmuszyna
Jelena Najmuszyna (ros.  Елена Аркадьевна Наимушина; ur. 19 listopada 1964, zm. 14 marca 2017) – radziecka gimnastyczka, złota medalistka olimpijska z Moskwy.
Zawody w 1980 były jej jedynymi igrzyskami olimpijskimi. Po medal sięgnęła w drużynowym wieloboju. Rok wcześniej zdobyła w tej konkurencji srebro mistrzostw świata. W 1980 była mistrzynią ZSRR w ćwiczeniach na równoważni, zdobyła srebro (1980) i brąz (1979) w ćwiczeniach wolnych. Karierę sportową zakończyła w 1982 na skutek kontuzji.